# قرية هريكيمر (نيويورك)
قرية هريكيمر (بالإنجليزية: Herkimer (village), New York)‏ هي منطقة سكنية تقع في الولايات المتحدة في مقاطعة هيركايمر، نيويورك. يقدر عدد سكانها بـ 7,743 نسمة ومساحتها 6.6 كم2 وترتفع عن سطح البحر 117 متر.

## التركيبة السكانية
حدّد مكتب تعداد الولايات المتحدة بيانات التركيبة السكانية لقرية هريكيمر في تعداد الولايات المتحدة. في ما يلي، التركيبة السكانية حسب تعدادي 2000 و2010.

### تعداد عام 2000
بلغ عدد سكان قرية هريكيمر 7,498 نسمة بحسب تعداد عام 2000، وبلغ عدد الأسر 3,184 أسرة وعدد العائلات 1,687 عائلة مقيمة في القرية. في حين سجلت الكثافة السكانية 1,071.1 نسمة لكل كيلومتر مربع (2,774.1/ميل2). وبلغ عدد الوحدات السكنية 3,528 وحدة بمتوسط كثافة قدره 504 لكل كيلومتر مربع (1,305.4/ميل2).
وتوزع التركيب العرقي للقرية بنسبة 96.15% من البيض و1.23% من الأمريكيين الأفارقة و0.24% من الأمريكيين الأصليين و1.24% من الأمريكيين ذوي الأصول الآسيوية و0.01% من سكان جزر المحيط الهادئ و0.49% من الأعراق الأخرى و0.64% من عرقين مختلطين أو أكثر و1.37% من الهسبانيون أو اللاتينيون من أي عرق.
بلغ عدد الأسر 3,184 أسرة كانت نسبة 25.5% منها لديها أطفال تحت سن الثامنة عشر تعيش معهم، وبلغت نسبة الأزواج القاطنين مع بعضهم البعض 36.6% من أصل المجموع الكلي للأسر، ونسبة 11.8% من الأسر كان لديها معيلات من الإناث دون وجود شريك، بينما كانت نسبة 4.6% من الأسر لديها معيلون من الذكور دون وجود شريكة وكانت نسبة 47% من غير العائلات. تألفت نسبة 35.4% من أصل جميع الأسر من عدة أفراد يعيشون في نفس المنزل ونسبة 17.8% كانت تتألف من شخص يعيش بمفرده يبلغ من العمر 65 عاماً أو أكثر. وبلغ متوسط حجم الأسرة المعيشية 2.21، أما متوسط حجم العائلات فبلغ 2.87.
بلغ العمر الوسطي للسكان 39.4 عاماً. وكانت نسبة 19.2% من القاطنين تحت سن الثامنة عشر، وكانت نسبة 14.4% بين الثامنة عشر والرابعة والعشرين عاماً، ونسبة 21.9% كانت واقعةً في الفئة العمرية ما بين الخامسة والعشرين والرابعة والأربعين عاماً، ونسبة 19.8% كانت ما بين الخامسة والأربعين والرابعة والستين، ونسبة 18.5% كانت ضمن فئة الخامسة والستين عاماً فما فوق. يوجد لكل 100 أنثى 88.6 ذكر، ويوجد لكل 100 أنثى في الثامنة عشر من عمرها فما فوق 85.3 ذكر.
بلغ متوسط دخل الأسرة في القرية 24,762 دولارًا، أما متوسط دخل العائلة فبلغ 38,892 دولارًا. وكان متوسط دخل الذكور 30,266 دولارًا مقابل 19,438 دولارًا للإناث. وسجل دخل الفرد الخاص بالقرية 16,498 دولارًا. وكانت نسبة 8.1% من العائلات ونسبة 14.8% من السكان تحت خط الفقر، وكان من هؤلاء نسبة 8.5% تحت سن الثامنة عشر ونسبة 10% في الخامسة والستين من العمر وما فوق.

### تعداد عام 2010
بلغ عدد سكان قرية هريكيمر 7,743 نسمة بحسب تعداد عام 2010، وبلغ عدد الأسر 3,146 أسرة وعدد العائلات 1,622 عائلة مقيمة في القرية. في حين سجلت الكثافة السكانية 1,106.1 نسمة لكل كيلومتر مربع (2,864.8/ميل2). وبلغ عدد الوحدات السكنية 3,520 وحدة بمتوسط كثافة قدره 502.9 لكل كيلومتر مربع (1,302.5/ميل2).
وتوزع التركيب العرقي للقرية بنسبة 91.54% من البيض و4.46% من الأمريكيين الأفارقة و0.32% من الأمريكيين الأصليين و1.15% من الأمريكيين ذوي الأصول الآسيوية و0.06% من سكان جزر المحيط الهادئ و0.90% من الأعراق الأخرى و1.56% من عرقين مختلطين أو أكثر و3.34% من الهسبانيون أو اللاتينيون من أي عرق.
بلغ عدد الأسر 3,146 أسرة كانت نسبة 24.8% منها لديها أطفال تحت سن الثامنة عشر تعيش معهم، وبلغت نسبة الأزواج القاطنين مع بعضهم البعض 33% من أصل المجموع الكلي للأسر، ونسبة 14.1% من الأسر كان لديها معيلات من الإناث دون وجود شريك، بينما كانت نسبة 4.5% من الأسر لديها معيلون من الذكور دون وجود شريكة وكانت نسبة 48.4% من غير العائلات. تألفت نسبة 40.1% من أصل جميع الأسر من عدة أفراد يعيشون في نفس المنزل ونسبة 16.5% كانت تتألف من شخص يعيش بمفرده يبلغ من العمر 65 عاماً أو أكثر. وبلغ متوسط حجم الأسرة المعيشية 2.15، أما متوسط حجم العائلات فبلغ 2.87.
بلغ العمر الوسطي للسكان 37.0 عاماً. وكانت نسبة 18.2% من القاطنين تحت سن الثامنة عشر، وكانت نسبة 18.4% بين الثامنة عشر والرابعة والعشرين عاماً، ونسبة 21.1% كانت واقعةً في الفئة العمرية ما بين الخامسة والعشرين والرابعة والأربعين عاماً، ونسبة 22.4% كانت ما بين الخامسة والأربعين والرابعة والستين، ونسبة 19.9% كانت ضمن فئة الخامسة والستين عاماً فما فوق. وتوزع التركيب الجنسي للسكان بنسبة 47% ذكور و53% إناث.